# 2019冠状病毒病赤道几内亚疫情
2019冠状病毒病赤道几内亚疫情，介绍在2019新型冠狀病毒疫情中，在赤道几内亚发生的情况。

## 时间轴

### 3月
2020年3月14日，赤道几内亚确诊首例2019冠状病毒病病例。患者13日从西班牙马德里乘木棉洲際航空飞抵首都马拉博，入境旅客筛查时检出病毒阳性。
3月18日，累计确诊4例病例。所有病例均来自13日木棉洲際航空航班。
3月19日，新增确诊2例，累计确诊6例。新增病例一例为46岁葡萄牙男性，乘13日木棉洲際航空航班入境；一例为68岁西班牙男性，乘14日法國航空航班入境。
3月22日，新增确诊3例，累计确诊9例。一例为45岁刚果（布）男性，一例为37岁本国女性，均乘埃塞俄比亞航空航班于3月15日抵达马拉博；一例为64岁本国女性，从西班牙马德里乘埃塞俄比亚航空航班于3月11日抵达马拉博。
3月25日，新增确诊2例，累计确诊11例。这是该国首次报告本地感染2019冠状病毒病病例。一例为89岁女性，一例为25岁男性，均与第9例病例接触后感染。89岁女性11日乘木棉洲際航空飞抵首都马拉博后前往该国最大城市巴塔后确诊。
3月26日，报告第12例病例，为巴塔105岁女性，是第9例确诊病例的密切接触者。
3月27日，报告第13例病例，为本国10岁女性，13日从西班牙马德里乘木棉洲際航空飞抵首都马拉博。
3月29日，报告第14例病例，为63岁古巴籍男性，“ASEMAR”号轮船船员，11日乘木棉洲際航空飞抵首都马拉博，同日抵达巴塔上船工作。
3月31日，报告第15例病例，为62岁古巴籍男性，是第14例确诊病例的密切接触者。同日报告首例治愈病例。

### 4月
4月3日，报告第16例病例，和第9例确诊病例密切接触后感染。